# 雅各布·黎卡提
雅各布·弗朗西斯科·黎卡提（義大利語：Jacopo Francesco Riccati，1676年5月28日—1754年4月15日），出生于威尼斯的意大利数学家，以黎卡提方程闻名于世。

## 教育

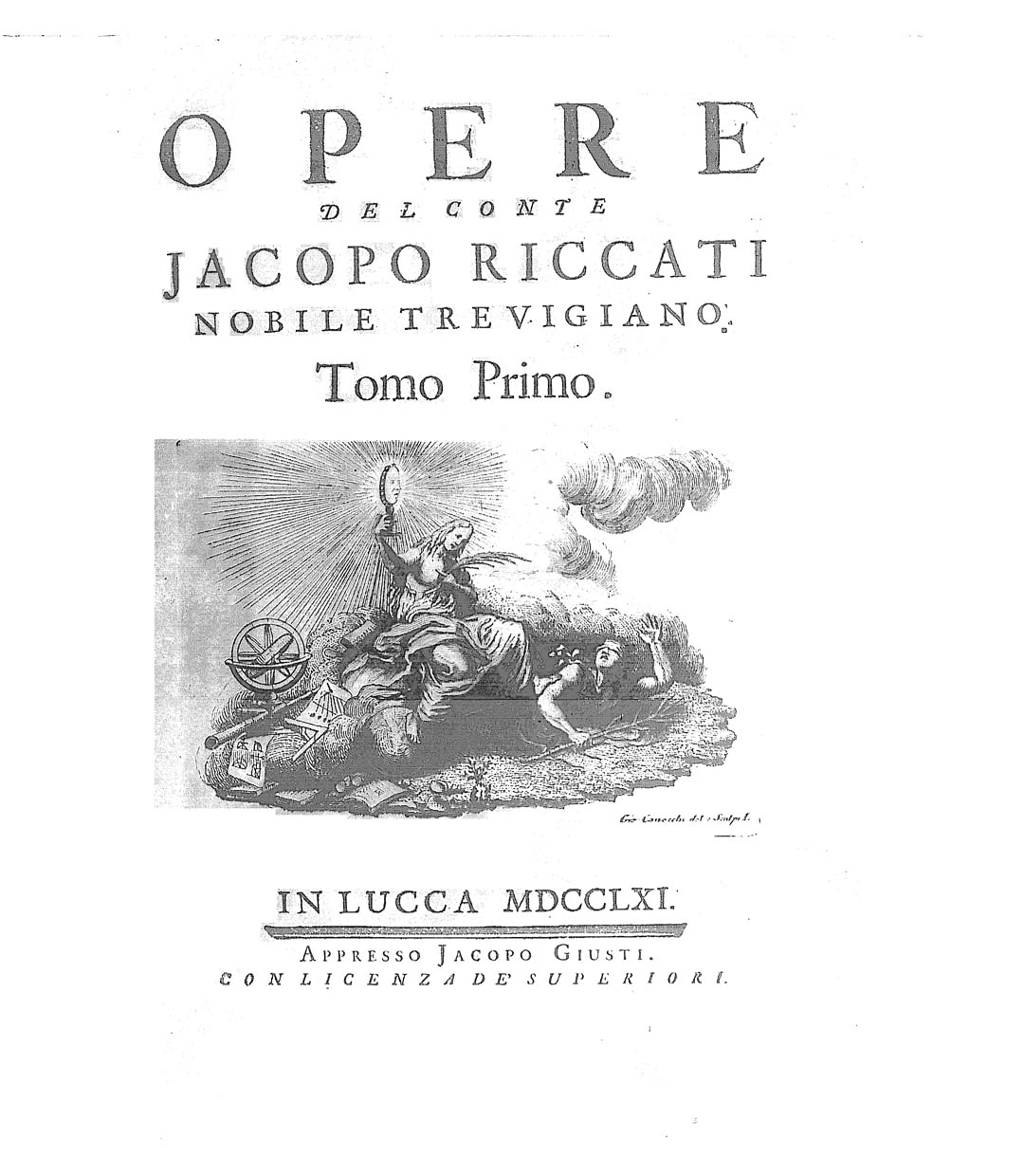
Opere, 1761

黎卡提最早在布雷西亚的面对贵族的耶稣会学校接受教育。1693年进入帕多瓦大学学习法律。1696年获得法学博士学位。在斯蒂法诺·德格雷·阿格里的鼓励下，黎卡提开始学习数学和分析。
黎卡提收到了彼得大帝的邀请，邀请他就任圣彼得堡科学院院长；也曾被维也纳邀请担任帝国法官；还包括帕多瓦大学等多所大学提供的教职，但都予以了拒绝，以便专心进行数学分析研究。他经常为威尼斯参议会提供建议，以建设运河。
应黎卡提的要求，他对于多项式的某些工作被包括在玛利亚·阿涅西的积分著作之中。
黎卡提方程以他的名字命名，其形式为：
{\displaystyle y'(x)=q_{0}(x)+q_{1}(x)\,y(x)+q_{2}(x)\,y^{2}(x)}
此处{\displaystyle q_{0}(x)\neq 0}且{\displaystyle q_{2}(x)\neq 0}

## 个人生活
黎卡提的父亲阿斯·黎卡提来自一个在威尼斯有自己领地的贵族家庭，他的母亲则来自于一个很有权势的科隆家庭。他的长子文森佐·黎卡提，一位基督教徒，也从事数学研究，在双曲函数方面有开拓型贡献。次子乔尔达诺·黎卡提是首位测量材料杨氏模量的科学家，比托马斯·杨早25年。1723年雅各布·黎卡提当选博洛尼亚研究院荣誉院士。